# Helter Skelter (Lied)
Helter Skelter (englisch sinngemäß für ‚Hals über Kopf‘ oder ‚Holterdiepolter‘, hier bezogen auf eine Rutschbahn um einen Kegel auf dem Jahrmarkt auf dem Brighton Palace Pier) ist ein Lied der britischen Rockband The Beatles, das hauptsächlich von Paul McCartney geschrieben wurde, obwohl alle seine und John Lennons Beatles-Kompositionen unter dem gemeinsamen Copyright Lennon/McCartney veröffentlicht wurden. Es wurde am 9. September 1968 aufgenommen und am 22. November desselben Jahres auf dem Album The Beatles, dem sogenannten ‚Weißen Album‘, veröffentlicht.

## Entstehungsgeschichte
McCartney hatte gelesen, dass Pete Townshend von der Band The Who in der englischen Musik-Zeitschrift Melody Maker behauptet hatte, sie hätte den lautesten und härtesten Rocksong aller Zeiten geschrieben (möglicherweise bezogen auf I Can See for Miles). Vom Ehrgeiz gepackt, beschloss McCartney, der lauteste und härteste Song müsse von den Beatles kommen, und schrieb daraufhin Helter Skelter. Paul McCartney sagte dazu: „Wir haben versucht, es so laut wie möglich zu bringen: ,Kriegt man das Schlagzeug nicht lauter hin?‘ Nur darum ging’s mir eigentlich – mit den Beatles eine sehr laute, dreckige Rock-’n’-Roll-Nummer zu machen.“
Tatsächlich hat das Stück, von dem am 18. Juli 1968 drei unterschiedliche Fassungen aufgenommen wurden und deren längste eine Spielzeit von 27:11 min aufweist, eine deutliche Wesensverwandtschaft mit dem sich seinerzeit gerade entwickelnden Musikstil Hard Rock. Dies liegt vor allem an dem ausgiebigen Gebrauch von Distortion und Feedback bei den E-Gitarren und an McCartneys Schreigesang. Außerdem trägt Ringo Starr mit seinem sehr hart geschlagenen Schlagzeug dazu bei. Man kann ihn am Schluss der Aufnahme mit dem Ausruf “I got blisters on my fingers” (‚Ich habe Blasen an den Fingern‘) hören. John Lennon spielt den Fender-VI-Bass. Daneben wurde ein Klavier eingesetzt. Saxophon und Trompete wurden von John Lennon und Roadie Mal Evans, die sich zu diesem Anlass den Namen The Two Harrys gaben, im Overdubbing-Verfahren hinzugefügt. Ringo Starr sagte dazu: „Bei Helter Skelter sind wir im Studio einfach voll ausgerastet. Manchmal musste man einfach die Sau rauslassen, bei dem Song haben Paul und ich Bass und Schlagzeug vorgelegt, und dann hat Paul angefangen zu kreischen und zu brüllen und hat das Stück einfach improvisiert.“
Gelegentlich wird Helter Skelter, allerdings ohne musikhistorische Grundlage, als erster Heavy-Metal-Song bezeichnet. Es war der erste Titel, der komplett mit dem neuen Achtspurgerät der Abbey Road Studios in London aufgenommen wurde. Bis dahin waren Vierspurgeräte verwendet worden.

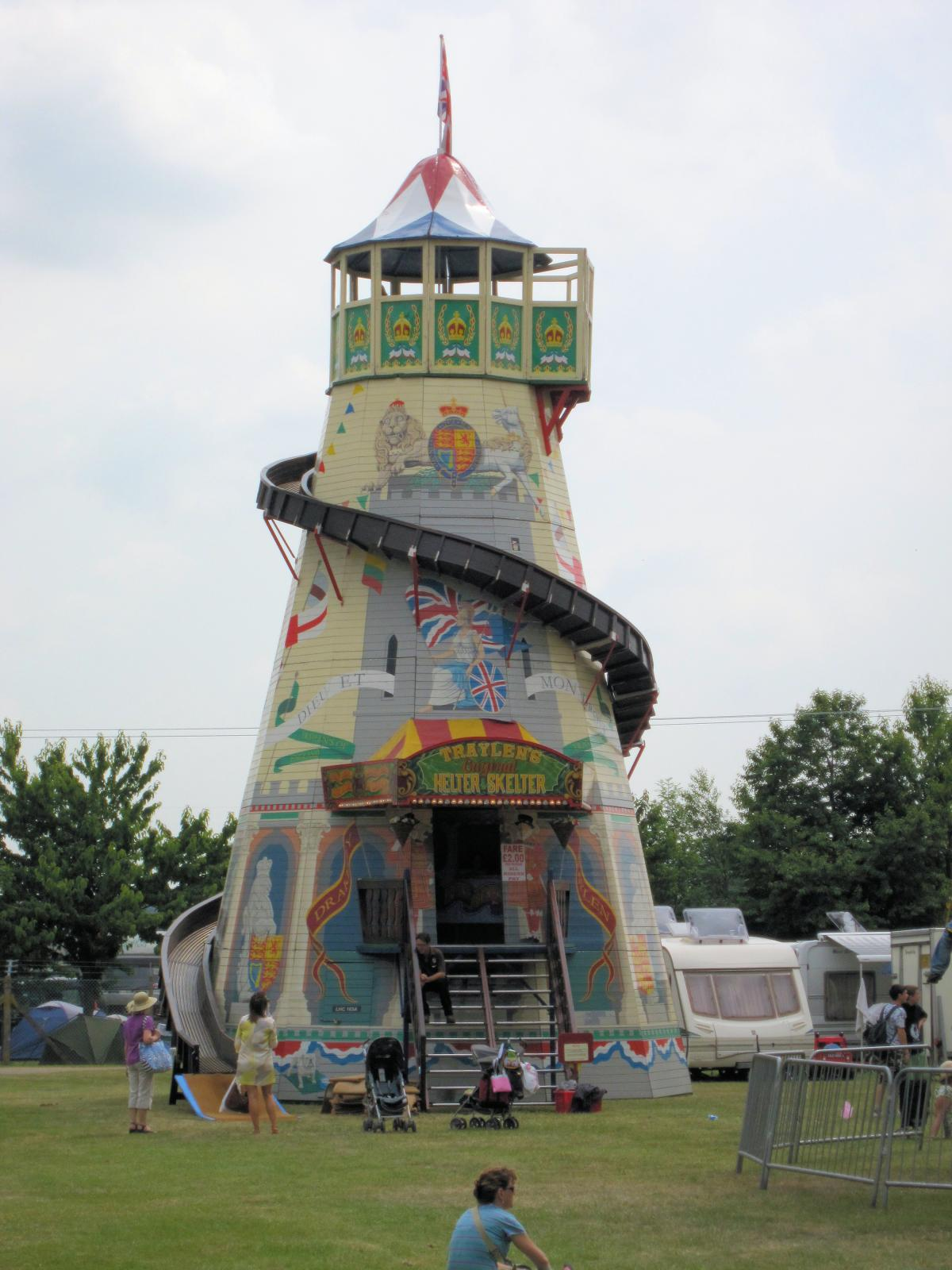
Eine Rutsche, die der Helter Skelter auf dem Brighton Palace Pier in Brighton ähnlich ist

Das Stück verpackt die Reflexion über eine Beziehung in den Besuch eines Vergnügungsparks: Schon in den ersten Zeilen wird das Bild einer Rutsche (‚slide‘) verwendet. Die aus den 1920er Jahren stammende große Rutsche am Ende des Piers im britischen Seebad Brighton heißt Helter Skelter. McCartney nahm diese als Symbol für die „rasende Fahrt vom Gipfel nach ganz unten“. Die Liedstrophen beruhen auf einem Text von Lewis Carroll in Alice im Wunderland, dem Lied vom Schildkrötensupperich.

## Wirkungsgeschichte
Charles Manson verwendete das Lied für seine Helter-Skelter-Theorie, die von einem apokalyptischen Rassenkrieg handelt, den er und seine Anhänger durch brutale Morde an der Filmschauspielerin Sharon Tate und anderen Mitgliedern der High Society von Los Angeles glaubten, beginnen zu können und soll die Beatles für die vier apokalyptischen Reiter gehalten haben. Don McLean spielte in seinem Song American Pie darauf mit der Zeile “Helter Skelter in a summer swelter” an.

## Aufnahme
Helter Skelter wurde am 18. Juli 1968 in den Londoner Abbey Road Studios (Studio 2) mit dem Produzenten George Martin aufgenommen. Ken Scott war der Toningenieur der Aufnahmen. Die Beatles nahmen drei Takes auf. Die Aufnahmesession dauerte von 22:30 bis 3:30 Uhr. Die drei Versionen wurden ohne Overdubs eingespielt und hatten eine Länge von 10 min 40 s, 12 min 35 s bzw. 27 min 11 s; somit war die dritte Version das längste Lied, das die Beatles aufgenommen haben. Die Beatles waren mit dem Ergebnis aber nicht zufrieden.
Ein zweiter Versuch fand am 9. September zwischen 19 und 2:30 Uhr statt, es wurden mit dem Produzenten Chris Thomas 17 Takes eingespielt. Ken Scott war wiederum der Toningenieur. Chris Thomas erfuhr, als er aus dem Urlaub kam, dass George Martin sich aktuell in Urlaub befindet und er nun Produzent sei. Die Beatles wurden nicht informiert und Paul McCartney sagte zu Chris Thomas: „Well, if you wanna produce us you can produce us. If you don’t, we might just tell you to fuck off!“ Am 9. September wurden deutlich kürzere und schnellere Versionen aufgenommen.
Am 10. September wurden Overdubs auf Take 21 eingespielt. Die Aufnahmesession dauerte von 19 bis 3 Uhr.
Die Monoabmischung erfolgte am 17. September 1968. Am 12. Oktober erfolgte die Stereoabmischung. Die beiden Abmischungen haben deutliche Unterschiede: die Monoversion ist 53 Sekunden kürzer und hat eine andere Instrumentierung, Ringo Starrs Kommentar “I got blisters on my fingers” fehlt.
Besetzung
- Paul McCartney: Gesang, Rhythmusgitarre, Leadgitarre, Klavier
- John Lennon: Hintergrundgesang, Sechssaitige Bassgitarre, Saxophon
- George Harrison: Hintergrundgesang, Leadgitarre, Slide-Gitarre
- Ringo Starr: Schlagzeug
- Mal Evans: Trompete

## Veröffentlichungen

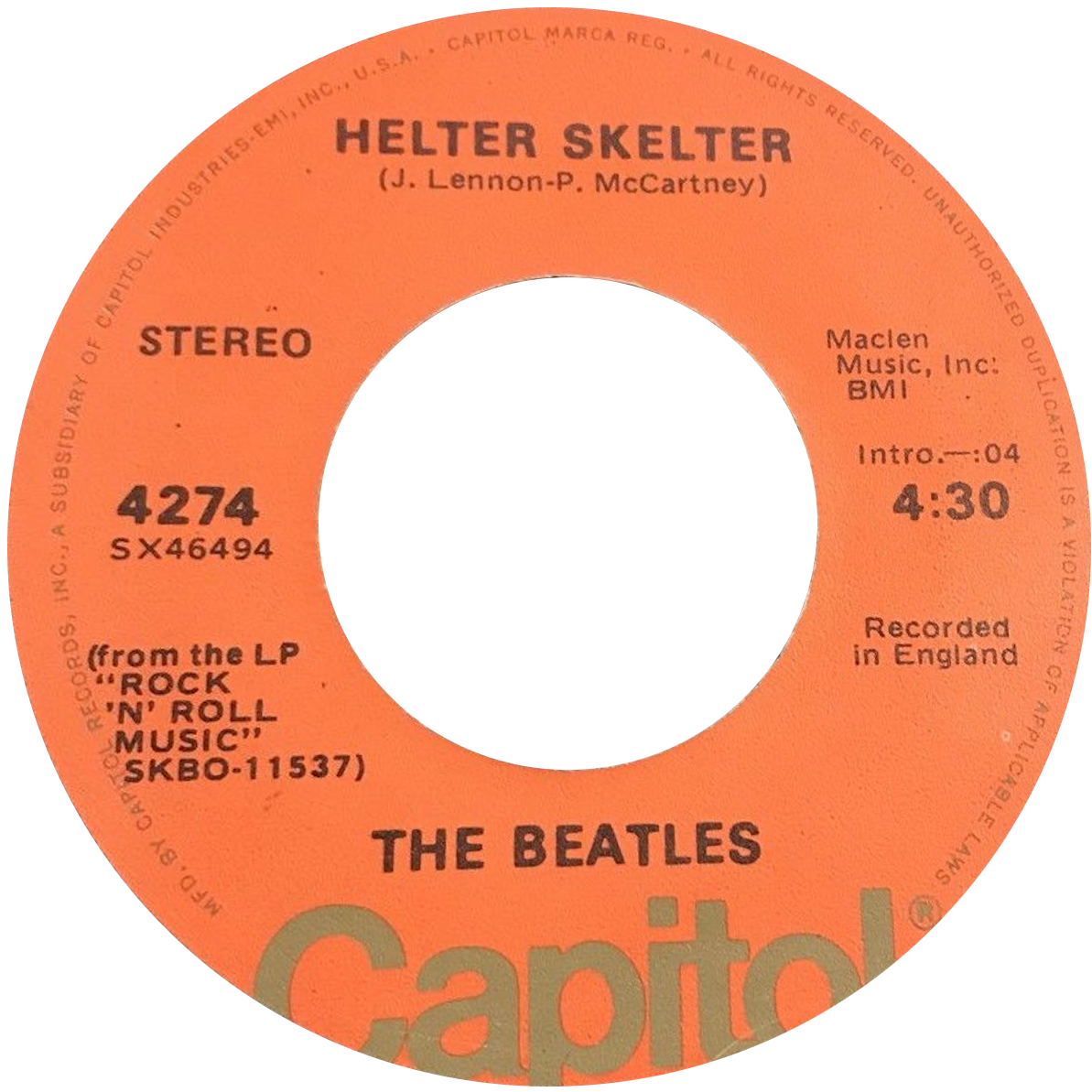
Helter Skelter als Single-B-Seite, 1976

- Am 22. November 1968 erschien in Deutschland das 13. Beatles-Album The Beatles, auf dem Helter Skelter enthalten ist. In Großbritannien wurde das Album ebenfalls am 22. November veröffentlicht, dort war es das zehnte Beatles-Album. In den USA erschien das Album drei Tage später, am 25. November, dort war es das 16. Album der Beatles.
- Erst am 31. Mai 1976 wurde in den USA die Single Got to Get You into My Life / Helter Skelter veröffentlicht, sie erreichte in den USA Platz 7 in den dortigen Charts. In Deutschland wurde die Single im Juni 1976 veröffentlicht. In den USA[9] wurde im April 1976 eine Promotion-Vinyl-Single veröffentlicht, die das Lied Helter Skelter in einer Stereo- und einer Monoversion enthält. Capitol Records entschied aber stattdessen Got to Get You Into My Life als Single-A-Seite zu verwenden.
- Am 7. Juni 1976 erschien Helter Skelter auf dem Kompilationsalbum Rock ’n’ Roll Music.
- Am 25. Oktober 1996 wurde auf dem Kompilationsalbum Anthology 3 eine frühe und langsamere Version (Aufnahme-Take 2) vom 18. Juli 1968 veröffentlicht. Diese wurde auf 4 min 38 s gekürzt.
- Am 9. November 2018 erschien die 50-jährige Jubiläumsausgabe des Albums The Beatles (Super Deluxe Box), auf dieser befinden sich eine längere Version von Helter Skelter (First version – Take 2 mit 12 min 54 s) vom Album Anthology 3  sowie die Second version – Take 17 mit 3 min 39 s.

## Coverversionen
- 1978 veröffentlichte die Gruppe Siouxsie and the Banshees eine Coverversion auf ihrem Debütalbum The Scream.
- 1981 nahm Pat Benatar eine Coverversion für ihr Album Precious Time auf.
- Die A-cappella-Version der Gruppe The Bobs brachte den Musikern Gunnar Madsen und Richard Greene bei den Grammy Awards 1984 eine Nominierung in der Kategorie Best Vocal Arrangement for Two or More Voices ein.[10]
- Eine weitere Version stammt von der amerikanischen Band Hüsker Dü. Sie erschien 1986 auf der B-Seite der EP Don’t Want to Know If You Are Lonely.
- Die Coverversion der irischen Band U2 wurde 1988 auf dem Album Rattle And Hum als Live-Mitschnitt veröffentlicht.
- 1991 erschien auf der Kompilation Pandora’s Box eine Fassung des Lieds der Gruppe Aerosmith, die 1975 während der Aufnahmen für deren drittes Album Toys in the Attic entstanden war.
- Auf dem im Jahr 2000 erschienenen Album 2nd Skin der Eschweger Punk-Band The Bates befindet sich eine weitere Coverversion des Stücks. Mit den heutzutage bestehenden Möglichkeiten klingt das Lied um einiges härter und lauter, als das in den 1960er Jahren möglich war. Im Beiheft zur Platte hieß es: „Würden die Bands die betreffenden Songs heute arrangieren und produzieren, würden sie vermutlich ganz ähnlich wie unsere Versionen klingen.“
- Ebenfalls im Jahr 2000 veröffentlichte Oasis eine Coverversion des Stücks auf der B-Seite ihrer Single Who Feels Love? sowie eine Liveversion auf dem Album Familiar to Millions.[11]
- Auch die Melodic-Death-Metal-Band Dimension Zero coverte das Stück, das auf der Wiederveröffentlichung ihrer Penetrations from the Lost World-EP aus dem Jahr 2003 zu finden ist.
- Die Glam-Metal-Band Mötley Crüe veröffentlichte 1983 ihre Coverversion auf ihrem Album Shout at the Devil (und auf ihrem Best-Of-Album Red, White & Crüe aus dem Jahr 2005).
- Während des Vorspanns des Musicalfilms Across the Universe von 2007, in dem 33 Beatles-Songs vorkommen, erklingt der Song Helter Skelter in einer Interpretation der Sängerin und Schauspielerin Dana Fuchs in ihrer Rolle als Sadie.
- Bei Liveauftritten spielt die Rock-Band Thrice das Lied gelegentlich. Des Weiteren ist diese Coverversion auf der CD-Version des Albums Beggars enthalten.
- Auf der EP Coverfield der Metalcore-Band Caliban befindet sich neben anderen Stücken auch dieses Lied.
- Im Februar 2015 veröffentlichte die Moskauer Punkrockband Pussy Riot eine Coverversion auf ihrem Album Won’t Get Fooled Again
- Die deutsche Rockband Kadavar veröffentlichte 2017 eine Coverversion als B-Seite ihrer Single Die Baby Die
- Die Metal-Band Samael veröffentlichte 2017 eine Coverversion auf ihrem Album Hegemony. Im Dezember 2021 erschien dazu ein offizieller Videoclip.[12]
- Die US-amerikanischen Rockmusiker Rob Zombie und Marilyn Manson veröffentlichten 2018 ebenfalls eine gemeinsame Coverversion.